# Beatriz Ortiz
Beatriz Ortiz Muñoz  (Rubí , Barcelona 21 de junio de 1995) es una waterpolista española que juega en el CN Sabadell de la División de Honor femenina y en la selección española.Mejor jugadora de waterpolo del mundo en 2024, según la Federación Internacional de natación. 

## Trayectoria
Formada en las categorías inferiores del CN Rubí, en el año 2016 ficha por el CN Sabadell equipo con el que ha ganado todos los grandes títulos. En mayo de 2019 anuncia su marcha al CN Terrassa.
Fue subcampeona olímpica en los Juegos Olímpicos de Tokio 2020.
Con la selección española sub-20 consiguió la medalla de plata en el Campeonato Mundial Junior de 2013 y 2015.
Debutó con la selección española absoluta en el año 2013. Participó en los Juegos Olímpicos de Río de Janeiro 2016. Consiguió la medalla de plata en el Mundial de Budapest 2017, oro en los Juegos Mediterráneos de Tarragona 2018 y bronce en el Europeo de Barcelona 2018.
El de enero de 2025, la World Aquatics, la Federación Internacional de natación, anunció su elección como la Mejor Jugadora de Waterpolo del Mundo en 2024, año en el que logró ser campeona olímpica con la selección española y ganó la Liga de Campeones y la Supercopa de Europa, con el CN Sabadell. Es la segunda española que lo consigue ese título tras Jennifer Pareja (2013).  

## Palmarés
Selección española absoluta
- Medalla de plata en los Juegos Olímpicos de Tokio 2020.[4]
- Medalla de bronce en la  Copa Mundial de waterpolo FINA 2014
- 4.ª clasificada en el Campeonato Europeo de Belgrado 2016
- Medalla de plata en la  Liga Mundial de waterpolo FINA 2016
- 5.ª clasificada en los Juegos Olímpicos de Río de Janeiro 2016
- Medalla de plata en el Campeonato Mundial de Budapest 2017
- Medalla de oro en los Juegos Mediterráneos de Tarragona 2018
- Medalla de bronce en el Campeonato Europeo de Barcelona 2018
- Medalla de plata en el Campeonato Mundial de Gwangju 2019
- Medalla de oro en el Campeonato Europeo de Budapest 2020
- Medalla de oro en los Juegos Olímpicos de París 2024 Gold medal europe.svg

Selección española júnior
- Medalla de plata en el Campeonato Mundial Júnior de Volos 2013
- Medalla de plata en el Campeonato Mundial Júnior de Volos 2015

Clubes
Competiciones nacionales:
- División de Honor (3): 2017, 2018 y 2019.[11]
- Copa de la Reina (3): 2017, 2018 y 2019.[12]
- Supercopa de España (2): 2017 y 2018.[13]

Competiciones internacionales:
- Euroliga (1): 2019.[14]